# Protonenzerfall
Protonenzerfall ist der hypothetische Zerfall eines freien Protons in andere Teilchen.
Der Protonenzerfall wird von einigen Varianten der Großen Vereinheitlichten Theorie (GUT) der Teilchenphysik vorhergesagt. Dort geht man davon aus, dass ein freies Proton nicht stabil ist, sondern lediglich eine sehr große Halbwertszeit hat. Demgegenüber wird das Proton im Standardmodell als stabil angesehen, da hier die Baryonenzahl eine Erhaltungsgröße ist (von hypothetischen nichtlinearen Feldeffekten abgesehen, siehe Sphaleron). Derzeit existieren keine experimentellen Beobachtungen, die die Hypothese des Protonenzerfalls unterstützen.

## Zerfall
Es sind zahlreiche Arten eines Zerfalls eines Protons denkbar. Ein mögliches Beispiel ist der durch ein hypothetisches X-Boson vermittelte Zerfall in ein Positron e+ und ein neutrales Pion π0, das dann weiter auf bekanntem Weg zu Strahlung (Photonen γ) zerfällt:
p → e+ + π0
π0 → 2γ
Da das Positron ein Antilepton ist, bleibt hierbei die Differenz zwischen Baryonen- und Leptonenzahl (B − L) erhalten. Die Baryonenzahl wird dagegen verletzt, da das Proton die Baryonenzahl 1 und das Pion und Elektron jeweils den Wert 0 besitzen. Dies ist eine Vorhersage der meisten Varianten der GUT.

## Quarkmodell
In einer vereinfachten Betrachtung (ohne die virtuellen Quarks in p und π0) kann man sich den Zerfall eines Protons so vorstellen:
Das Proton besteht aus den Quarkbestandteilen uud, und das neutrale Pion ist ein quantenmechanischer Mischzustand aus dd und uu. Der Zerfall des Protons erfolgt nach der GUT über ein intermediäres hypothetisches X- bzw. Y-Boson so:
uu → X → e+ + d
mit dem „unbeteiligten“ Down-Quark ergibt sich:
uud → e+ + dd
oder alternativ:
ud → Y → e+ + u
mit dem „unbeteiligten“ Up-Quark ergibt sich:
uud → e+ + uu
Das dd bzw. uu manifestiert sich in beiden Fällen als π0.

## Forschung
Trotz intensiver Suche ist bis heute kein Zerfall eines Protons beobachtet worden. Die Theorien sagen eine Halbwertszeit von 1031 bis 1036 Jahren voraus. Experimente am Super-Kamiokande-Detektor in Japan deuten (Stand 2017) auf eine untere Schranke von mindestens 1,6·1034 Jahren hin. Zur Detektion werden ähnliche Teilchendetektoren verwendet wie beim Nachweis von Neutrinos. Durch die Experimente konnten schon einige GUT-Kandidaten ausgeschlossen werden, die minimale SU(5)-Theorie schon Mitte der 1990er Jahre.
Wie Rubakow 1981 entdeckte, könnten auch magnetische Monopole – falls sie existieren – durch Katalyse den Protonenzerfall bewirken. Solche magnetischen Monopole müssen (den sie vorhersagenden Theorien zufolge) eine große Masse haben; sie wurden bisher nicht nachgewiesen.